# Афанасій Миславський
Миславський Афанасій (р.н. невідомий — 1714) — український церковний діяч та дипломат доби Мазепи, письменник. Архімандрит Києво-Печерської Лаври, книгодрукар. Префект Києво-Могилянського колегіуму. Намісник Свенського Новопечерського та Трубчевського Чолнського монастирів.

## Біографія
Навчався у Києво-Могилянському колегіумі, а згодом став його викладачем і префектом. Прийняв чернечий постриг у Лаврі, де стає намісником так званих приписних монастирів: Трубчевського Чолнського (1684—1688, 1892) та Свенського Новопечерського (1700—1701). Похований на території Києво-Братського монастиря (цвинтар знищений).

## Церковна діяльність
Належав до гуртка провідних церковних діячів України доби гетьманування Іоанна Мазепи. Вирізнявся особливою вченістю, дипломатичним хистом.
1684 року потрапив у посольство Києво-Печерської Лаври до Московії, де українське духівництво клопоталося про визнання новообраного лаврського архімандрита Варлаама Ясинського.
Після приєднання Київської митрополії на користь Московської патріархії (1686), відстоював церковні свободи Київської митрополії у нових умовах. Зокрема, 1690, заручившись письмовим універсалом Гетьмана Іоанна Мазепи, вимагав від московської церковної влади збереження ставропігії Лаври та права вільного обрання архімандрита — за звичаєм Константинопольського патріархату. 1697 — участь у ще одному лаврському посольстві до Москви разом з новообраним архімандритом Йоасафом Кроковським — майбутнім Митрополитом Київським.
Після Полтавської битви 1709 розглядався як кандидат на посаду архімандрита Лаври. 1710 — обійняв цей духовний пост з благословення іншого українського ієрарха — митрополита Стефана Яворського. На висвячення змушений був їздити за кордон, до Москви.

## Книгодрукування
Не зважаючи на запроваджену московську цензуру, розгорнув широку видавничу діяльність. За часи його управління Києво-Печерською Лаврою надруковано 7 вагомих видань. Окремі з них — із ґрунтовними передмовами о. Афанасія. Найбільші відомі — «Книга житій святих» св. Димитрія Ростовського (1711), Ифіка ієрополітика, или філософія нравоучителная (1712), Алфавіт духовний (1713).